# 더 걸 캔트 헬프 잇
《더 걸 캔트 헬프 잇》(The Girl Can't Help It)은 1956년작 미국의 뮤지컬 코미디 영화이다. 제인 맨스필드를 주연으로 하며 톰 유얼, 에드먼드 오브라이언, 줄리 런던 등이 출연한다. 프랭크 태슐린이 프로듀서와 감독을 맡았으며 각본은 가슨 케이닌의 1955년 단편소설 〈도 레 미〉(Do Re Mi)를 원작으로 하여 태슐린과 허버트 베이커가 각색하였다. 딜럭스 컬러로 촬영되었다. 미국의 섹스 심벌 제인 맨스필드를 중심으로 내세운 소위 스타 비어클(star vehicle)이며 부차적인 줄거리로 청소년들과 로큰롤 음악을 곁들인 영화였으나, 그 결과물은 종래의 그 어떤 영화도 포착해내지 못한 "가장 강력한" 로큰롤 찬사 영화가 되기 이르렀다.
이 작품의 록 음악에 대한 영향은 크나크다. 1957년 초여름 영국의 리버풀에서도 본작은 상영되었다. 리틀 리처드, 에디 코크런, 진 빈센트 등 초기의 로큰롤 스타들의 카메오 공연은 막 16살이 된 존 레넌의 마음을 뒤흔들었다. 자신이 숭배하던 미국의 로큰롤 스타를 움직이는 살아있는 사람으로서는 처음 접했던 것이다. 그리하여 이 영화는 레넌이 로큰롤에의 꿈을 밀고나가게끔 만들어주었다. 동년 7월 6일 15살이 된 폴 매카트니가 동네교회의 가든 파티에서 레넌과 그 밴드 쿼리멘의 공연을 본 이후 그를 소개받았다. 매카트니는 이 영화에서 에디 코크런이 보여준 것과 비슷한 식으로 Twenty Flight Rock을 공연해보였다. 그로 인하여 매카트니는 레넌의 인정을 받아 쿼리멘에 들어올 수 있었다. 매카트니는 다큐멘터리 《비틀즈 앤솔로지》에서 이 영화를 언급한 바 있다.
1968년 9월 18일 비틀즈는 애비 로드 스튜디오에서의 〈Birthday〉의 녹음 와중 매카트니의 자택에서 영국에서의 이 영화의 초연을 다같이 감상하기 위해 녹음을 중단하였다.

## 출연

### 주연
- 톰 유얼
- 제인 맨스필드

### 조연
- 에드먼드 오브라이언
- 줄리 런던
- 레이 앤서니
- 배리 고든
- 헨리 존스
- 존 에머리
- 와니타 무어
- 패츠 도미노
- 리틀 리처드
- 에디 코크런
- 더 플래터스
- 진 빈센트
- 에디 폰테인
- 애비 링컨
- 니노 템포

## 기타
- 원작자: 가슨 케이닌
- 세트: 폴 S. 폭스
- 세트: 월터 M. 스콧
- 의상: 찰스 러 메어

## 영화에 삽입된 곡목
1. 〈The Girl Can't Help It〉 - 리틀 리처드
2. 〈Tempo's Tempo〉 - 니노 템포
3. 〈My Idea of Love〉 - 자니 올렌
4. 〈I Ain't Gonna Cry No More〉 - 자니 올렌
5. 〈Ready Teddy〉 - 리틀 리처드
6. 〈She's Got It〉 - 리틀 리처드
7. 〈Cool It Baby〉 - 에디 폰테인
8. 〈Cinnamon Sinner〉 - 테디 랜대조 & 더 스리 처클스
9. 〈Spread the Word〉 - 애비 링컨
10. 〈Cry Me a River〉 - 줄리 런던
11. 〈Be-Bop-A-Lula〉 - 진 빈센트 & 히스 블루 캡스
12. 〈Twenty Flight Rock〉 - 에디 코크런
13. 〈Rock Around the Rockpile〉 - 에드먼드 오브라이언, 레이 앤서니와 그의 오케스트라
14. 〈Rockin' Is Our Business〉 - 더 트러이너스
15. 〈Big Band Boogie〉 - 레이 앤서니와 그의 오케스트라
16. 〈Blue Monday〉 - 패츠 도미노
17. 〈You'll Never, Never Know〉 - 더 플래터스
18. 〈Ev'ry Time (It Happens)〉 - 제인 맨스필드 (아일린 윌슨 더빙)
19. 〈Giddy Up a Ding Dong〉 - 프레디 벨 & 더 벨보이스